# Shapefile
Shapefile (také Esri Shapefile) je anglický název specifikace pro formáty souborů, Obsažené údaje jsou geografické polohy a jejich vlastnosti – vektorové prostorové (geoprostorové vektorové) údaje (data) – pro geografické informační systémy (GIS). Je vyvíjen a regulován firmou Esri jako převážně otevřená specifikace formátu pro interoperabilitu (přenos údajů) mezi produkty americké firmy Esri a jinými GIS.
Formát shapefile může prostorově popisovat vektorové prvky jako body, lomené čáry a mnohoúhelníky. V mapách představují například studny, řeky a jezera, ale i nivelační body, nadmořské výšky nebo vrstevnice. Každý prvek má obvykle vlastnosti (atributy), které jej popisují. Například název nebo teplotu.
Formát shapefile popisuje v jedné datové sadě geometrii a vlastnosti (atributy) prostorových prvků mimo topologie (na topologické informace nemá kapacitu). Geometrie prvku má podobu vektorových souřadnic. Velkou výhodou oproti jiným datovým formátům je rychlé vykreslování a možnost editace.
Formát shapefile byl zaveden s uvedením počítačového programu ArcView GIS verze 2 na počátku 90. let.

## Přehled
Formát Shapefile povinně obsahuje hlavní soubor .shp, indexový soubor .shxa soubor s tabulkou s vlastnostmi (atributy) .dbfve formátu dBase IV. Může obsahovat i některé nepovinné soubory uvedené dále.
Starší software GIS může požadovat, aby byly názvy souborů omezeny na osm znaků, a aby vyhovaly konvenci pro názvy souborů v systému DOS 8.3 (moderní softwarové aplikace pracují se soubory s delšími názvy).

### Povinné soubory
- .shp – hlavní soubor, kde je každý záznam popisován seznamem lomových bodů v určených souřadnicích
- .shx– indexový soubor, který propojuje prvek v hlavním souboru se záznamem v atributové tabulce
- .dbf– databázová tabulka dBase IV., která obsahuje atributy jednotlivých prvků, kdy každý záznam v tabulce odpovídá jednomu prvku

### Nepovinné soubory
- .prj – soubor ukládající informaci o souřadnicovém systému a projekci. Popis projekce pomocí prostého textu.
- .qix, .sbn a .sbx – prostorové indexy prvků
- .atx – atributový index pro dbf soubor
- .shp.xml – metadata ve formátu XML, podle zvoleného standardu
- .cpg – využití specifikované kódové stránky (jen pro .dbf), pro správnou identifikaci znaků